# Quarnford
Quarnford är en civil parish i Storbritannien.   Den ligger i grevskapet Staffordshire och riksdelen England, i den södra delen av landet, 220 km nordväst om huvudstaden London. Antalet invånare är 244. Arean är 12,7 kvadratkilometer.
Terrängen i Quarnford är huvudsakligen platt, men västerut är den kuperad.